# Coalition en feu tricolore (Allemagne)
Pour les articles homonymes, voir Coalition en feu tricolore.
Pour un article plus général, voir Coalition en Allemagne.
|  |

Une coalition en feu tricolore (en allemand : Ampel-Koalition) est un type de coalition gouvernementale allemande.
Elle rassemble le Parti social-démocrate (SPD), dont la couleur est le rouge, le Parti libéral-démocrate (FDP), dont la couleur est le jaune, et l'Alliance 90 / Les Verts, dont la couleur est le vert. Ces trois couleurs sont également celles de feux de circulation.

## Histoire
Une telle coalition est apparue pour la première fois en 1990, dans le Brandebourg, tout juste reconstitué en conséquence de la réunification.
À la suite des élections législatives fédérales anticipées de septembre 2005, une telle alliance a été envisagée, puis écartée, alors qu'aucune majorité claire ne se dégageait au Bundestag.
Au niveau communal, une coalition de ce type existe depuis janvier 2006 à Bonn.
L'expression « feu tricolore danois » est apparue dans le Schleswig-Holstein en 2012. Elle désigne une variante de cette coalition où le FDP a été remplacé par la Fédération des électeurs du Schleswig du Sud (SSW), qui représente la minorité danoise.
Le 15 octobre 2021, Olaf Scholz a annoncé avoir obtenu un accord préliminaire pour une telle coalition à la suite des élections fédérales allemandes de 2021. Le cabinet Scholz entre en fonction le 8 décembre. Au soir du 6 novembre 2024, Olaf Scholz annonce le limogeage du ministre des finances Christian Lindner. Dès lors, la « coalition en feu tricolore » n'est plus. Cela est notamment dû au fait que les différents partis  n’ont pas trouvé d'accord dans le conflit sur le budget et la politique économique.

## Au niveau fédéral
| Députés   | Dates                                                          | Chancelier | Chancelier  | Chancelier | Cabinet |
| --------- | -------------------------------------------------------------- | ---------- | ----------- | ---------- | ------- |
| 416 / 736 | 8 décembre 2021 – 6 novembre 2024 (2 ans, 10 mois et 29 jours) |            | Olaf Scholz | SPD        | Scholz  |

## Au niveau des Länder

### Brandebourg
| Députés | Dates                                                            | Ministre-président | Ministre-président | Ministre-président | Cabinet  |
| ------- | ---------------------------------------------------------------- | ------------------ | ------------------ | ------------------ | -------- |
| 48 / 88 | 1er novembre 1990 – 11 octobre 1994 (3 ans, 11 mois et 10 jours) |                    | Manfred Stolpe     | SPD                | Stolpe I |

### Brême
| Députés  | Dates                                                         | Président du Sénat | Président du Sénat | Président du Sénat | Sénat         |
| -------- | ------------------------------------------------------------- | ------------------ | ------------------ | ------------------ | ------------- |
| 62 / 100 | 11 décembre 1991 – 4 juillet 1995 (3 ans, 6 mois et 23 jours) |                    | Klaus Wedemeier    | SPD                | Wedemeier III |

### Schleswig-Holstein
| Députés | Dates                                           | Ministre-président | Ministre-président | Ministre-président | Cabinet |
| ------- | ----------------------------------------------- | ------------------ | ------------------ | ------------------ | ------- |
| 35 / 69 | 12 juin 2012 – 28 juin 2017 (5 ans et 16 jours) |                    | Torsten Albig      | SPD                | Albig   |

### Rhénanie-Palatinat
| Députés  | Dates                                                     | Ministre-président | Ministre-président   | Ministre-président | Cabinet    |
| -------- | --------------------------------------------------------- | ------------------ | -------------------- | ------------------ | ---------- |
| 52 / 101 | 18 mai 2016 – 18 mai 2021 (5 ans)                         |                    | Malu Dreyer          | SPD                | Dreyer II  |
| 55 / 101 | 18 mai 2021 – 10 juillet 2024 (3 ans, 1 mois et 22 jours) | Dreyer III         | Malu Dreyer          | SPD                |            |
| 55 / 101 | depuis le 10 juillet 2024 (8 mois et 4 jours)             |                    | Alexander Schweitzer | SPD                | Schweitzer |